# Пески (Попельнянская поселковая община)
Пески (укр. Піски) — село на Украине, основано в 1922 году, находится в Попельнянском районе Житомирской области.
Код КОАТУУ — 1824786002. Население по переписи 2001 года составляет 35 человек. Почтовый индекс — 13535. Телефонный код — 4137. Занимает площадь 0,352 км².

## Адрес местного совета
13535, Житомирская область, Попельнянский р-н, с.Саверцы, ул.Бориса Семенова, 2, тел. 74-2 -35